# 沃伊切舒夫
50°57′17″N 15°55′23″E / 50.95472°N 15.92306°E
沃伊切舒夫（波蘭語：Wojcieszów）是波蘭的城鎮，位於該國西南部，毗鄰與德國接壤的邊境，距離首府弗罗茨瓦夫81公里，由下西里西亞省負責管轄，面積32.17平方公里，2007年人口3,975人。